# Schizotetranychus emeiensis
Schizotetranychus emeiensis är en spindeldjursart som beskrevs av Wang 1983. Schizotetranychus emeiensis ingår i släktet Schizotetranychus och familjen Tetranychidae. Inga underarter finns listade i Catalogue of Life.